# Nature Index
Der Nature Index ist eine Datenbank, welche Institutionen und Länder und ihren wissenschaftlichen Output aufzeichnet. Jährlich stellt der Nature Index dabei eine Rangliste der führenden Institutionen (wozu Unternehmen, Universitäten, Regierungsbehörden, Forschungseinrichtungen oder Gesellschaften gehören können) und Länder auf. Diese Rangliste kann ebenfalls nach einzelnen Feldern wie Biowissenschaften, Chemie, Physik oder Geowissenschaften eingeteilt werden, wobei jeweils unterschiedliche Institutionen führend sind. Der Nature Index wurde von Nature Research konzipiert. Insgesamt sind über 10.000 Institutionen im Nature Index verzeichnet.

## Methodologie
Der Nature Index versucht den wissenschaftlichen Output von Institutionen und Ländern objektiv zu messen und dabei Qualitätsunterschiede zu berücksichtigen. Deshalb werden nur Artikel gezählt, welche in 82 ausgewählten Qualitätszeitschriften publiziert wurden. 64 gesundheitswissenschaftliche Zeitschriften wurden im Jahr 2023 hinzugefügt. Diese Zeitschriften wurden von einem unabhängigen Gremium ausgewählt. Sind Autoren mehrerer Institutionen und/oder Länder an einem wissenschaftlichen Artikel beteiligt, wird dieser entsprechend aufgeteilt, wobei davon ausgegangen wird, dass alle Forscher gleichermaßen am Artikel beteiligt waren.

## Rangliste der Institutionen
Die Top 25 Institutionen mit dem höchsten Anteil an veröffentlichten Artikeln in wissenschaftlichen Fachjournalen laut dem Nature Index 2024. Dieser gilt für das Kalenderjahr 2023.
| Rang | Institution                                              | Land                   | Anteil  |
| ---- | -------------------------------------------------------- | ---------------------- | ------- |
| 1    | Chinesische Akademie der Wissenschaften                  | Volksrepublik China    | 2243,22 |
| 2    | Harvard University                                       | Vereinigte Staaten     | 1143,43 |
| 3    | Max-Planck-Gesellschaft                                  | Deutschland            | 642,83  |
| 4    | Universität der Chinesischen Akademie der Wissenschaften | Volksrepublik China    | 635,81  |
| 5    | Chinesische Universität für Wissenschaft und Technik     | Volksrepublik China    | 631,20  |
| 6    | Universität Peking                                       | Volksrepublik China    | 617,17  |
| 7    | Centre national de la recherche scientifique             | Frankreich             | 613,90  |
| 8    | Universität Nanjing                                      | Volksrepublik China    | 609,45  |
| 9    | Zhejiang-Universität                                     | Volksrepublik China    | 595,37  |
| 10   | Tsinghua-Universität                                     | Volksrepublik China    | 593,45  |
| 11   | Helmholtz-Gemeinschaft Deutscher Forschungszentren       | Deutschland            | 531,05  |
| 12   | Sun-Yat-sen-Universität (Guangdong)                      | Volksrepublik China    | 492,47  |
| 13   | Jiaotong-Universität Shanghai                            | Volksrepublik China    | 488,94  |
| 14   | Massachusetts Institute of Technology                    | Vereinigte Staaten     | 484,86  |
| 15   | Stanford University                                      | Vereinigte Staaten     | 474,13  |
| 16   | Fudan-Universität                                        | Volksrepublik China    | 461,26  |
| 17   | Sichuan-Universität                                      | Volksrepublik China    | 413,63  |
| 18   | National Institutes of Health                            | Vereinigte Staaten     | 394,48  |
| 19   | Universität Tokio                                        | Japan                  | 389,36  |
| 20   | University of Oxford                                     | Vereinigtes Königreich | 388,22  |
| 21   | University of Michigan                                   | Vereinigte Staaten     | 380,50  |
| 22   | University of Cambridge                                  | Vereinigtes Königreich | 368,12  |
| 23   | ETH Zürich                                               | Schweiz                | 346,26  |
| 24   | Yale University                                          | Vereinigte Staaten     | 342,16  |
| 25   | Nankai-Universität                                       | Volksrepublik China    | 337,67  |

## Rangliste der Länder
Die Top 25 Länder mit dem höchsten Anteil an veröffentlichten Artikeln in wissenschaftlichen Fachjournalen laut dem Nature Index 2024. Dieser gilt für das Kalenderjahr 2023.
| Rang | Land                   | Gesamtanteil |
| ---- | ---------------------- | ------------ |
| 1    | Volksrepublik China    | 23171,84     |
| 2    | Vereinigte Staaten     | 20291,79     |
| 3    | Deutschland            | 4318,68      |
| 4    | Vereinigtes Königreich | 3701,98      |
| 5    | Japan                  | 2956,75      |
| 6    | Frankreich             | 2243,92      |
| 7    | Kanada                 | 1702,32      |
| 8    | Südkorea               | 1631,02      |
| 9    | Indien                 | 1494,27      |
| 10   | Schweiz                | 1393,22      |
| 11   | Italien                | 1313,44      |
| 12   | Australien             | 1263,44      |
| 13   | Spanien                | 1247,26      |
| 14   | Niederlande            | 1153,45      |
| 15   | Schweden               | 769,37       |
| 16   | Dänemark               | 652,40       |
| 17   | Israel                 | 611,49       |
| 18   | Singapur               | 542,59       |
| 19   | Belgien                | 471,74       |
| 20   | Taiwan                 | 423,67       |
| 21   | Österreich             | 401,22       |
| 22   | Russland               | 379,66       |
| 23   | Polen                  | 331,74       |
| 24   | Brasilien              | 293,88       |
| 25   | Finnland               | 276,88       |